# حزب العون الوطني الأردني
حزب العون الوطني هو حزب سياسي أردني تأسس في عام 2015، واتخذ مقرًا له في مدينة الزرقاء، قبل اندماجه مع حزب الوفاء الوطني الأردني ليُكونا معًا حزب الميثاق الوطني الأردني.

## قيادات للحزب
كان النائب البرلماني السابق فيصل الأعور هو آخر من شغل منصب الأمين العام لحزب العون الوطني الأردني قبل اندماجه مع حزب الوفاء الوطني الأردني في عام 2022.

## لمحة تاريخية
تأسس حزب العون الوطني الأردني في عام 2015، وعقد الحزب آخر مؤتمراته في مقره بمدينة الزرقاء فبراير/شباط عام 2022. وفي أغسطس/آب عام 2022 وافق مجلس مفوضي الهيئة المُستقلة للانتخاب على طلب الاندماج الذي تقدم به كل من الأمين العام لحزب العون الوطني الأردني والأمين العام لحزب الوفاء الوطني الأردني لدمج الحزبين في حزب واحد هو حزب الميثاق الوطني الأردني، وبذلك أصبح حزب العون الوطني الأردني حزبًا منحلًّا بموجب قانون الأحزاب الأردني.

## حزب الميثاق الوطني
في مايو/أيار عام 2023 وافق مجلس مفوضي الهيئة المستقلة للانتخاب في الأردن على استمرار عمل حزب الميثاق الوطني الأردني الذي نجم عن اندماج حزب العون الوطني الأردني مع حزب الوفاء الوطني الأردني بعدما تمكن الحزب من توفيق أوضاعه واستيفاء كافة الشروط التي نصّ عليها قانون الأحزاب الأردني رقم (7) والصادر في عام 2022. كانت الحكومة الأردنية قد أقرت في العام السابق قانونًا لتنظيم تأسيس الأحزاب السياسية في الأردن، وكانت مواد هذا القانون تشترط أن تُحقّق الأحزاب السياسية مجموعة من المعايير لكي تتم الموافقة على تأسيسها وتُصبح أحزابًا مُعترف بها رسميًا ويحق لها المُشاركة في الانتخابات البرلمانية الأردنية. كان من بين هذه الشروط أن ينضمّ للحزب في وقت إعلان تأسيسه ما لا يقلّ عن 1000 عضو في ستة مُحافظات أردنية مُختلفة، بحيث لا تقل نسبة النساء عن 20 بالمائة من أعضاء الحزب ولا تقل نسبة الشباب عن 20 بالمائة من الأعضاء.